# L'Orient (Le Chenit)
L'Orient (toponimo francese; fino al 1900 Orient-de-l'Orbe) è una frazione del comune svizzero di Le Chenit, nel Canton Vaud (distretto del Jura-Nord vaudois).

## Storia
La frazione, dotata di una certa autonomia amministrativa, è stata istituita nel 1904.

### Simboli
Lo stemma della frazione di L'Orient si blasona:

## Società

### Evoluzione demografica
L'evoluzione demografica è riportata nella seguente tabella:
Abitanti censiti

## Infrastrutture e trasporti

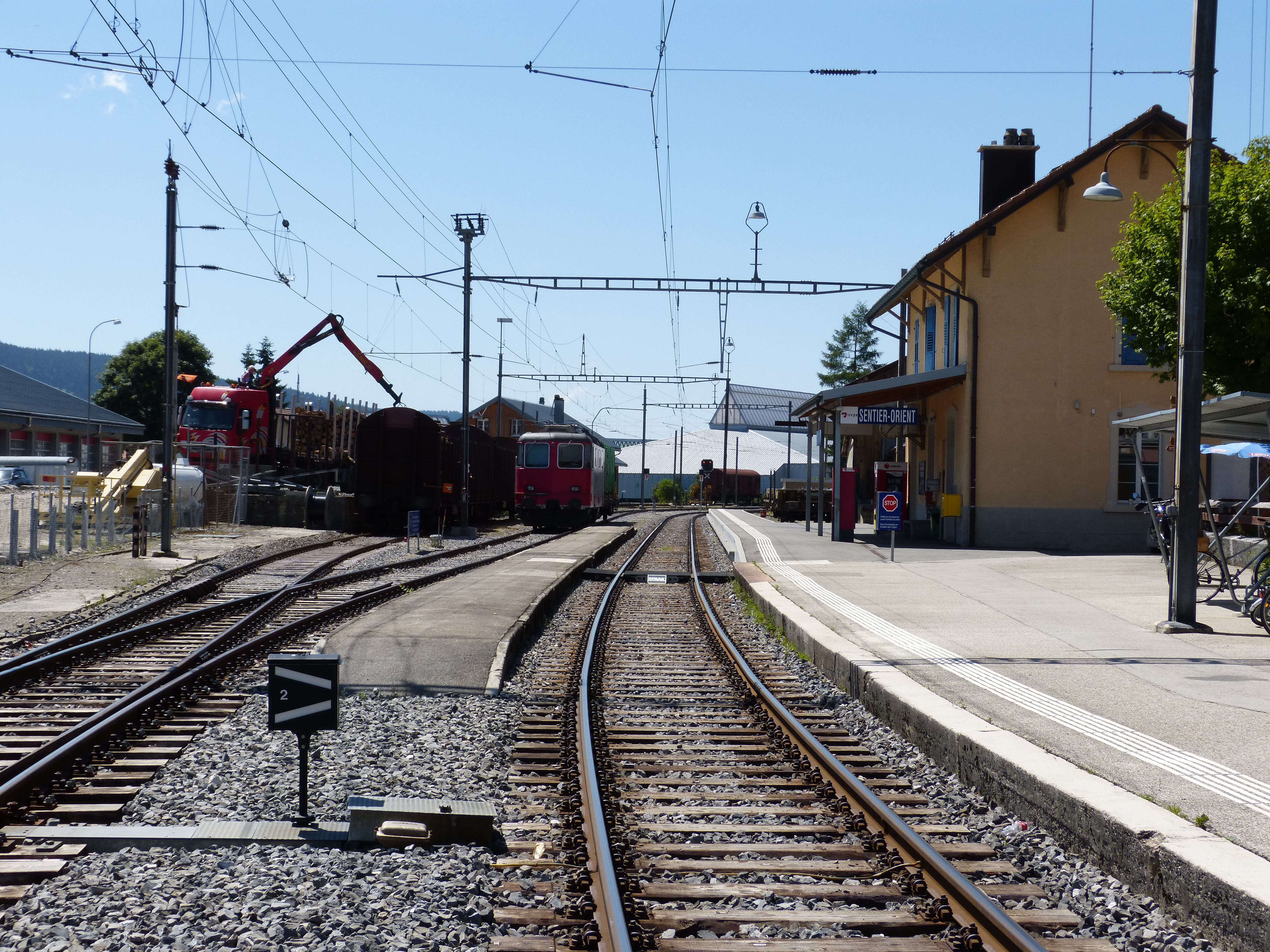
La stazione di Sentier-Orient

L'Orient è servito dalla stazione di Sentier-Orient, lungo la ferrovia Pont-Brassus.

## Amministrazione
Ogni famiglia originaria del luogo fa parte del cosiddetto comune patriziale e ha la responsabilità della manutenzione di ogni bene ricadente all'interno dei confini della frazione.